# Halectinosoma clavatum
Halectinosoma clavatum är en kräftdjursart som först beskrevs av Georg Ossian Sars 1920.  Halectinosoma clavatum ingår i släktet Halectinosoma, och familjen Ectinosomatidae. Arten är reproducerande i Sverige.